# Тобиас, Джон
Джон Тобиас (англ. John Tobias; род. 24 августа 1969 года, Чикаго, Иллинойс) — американский художник комиксов, графический дизайнер, геймдизайнер и писатель. Тобиас наиболее известен как создатель серии Mortal Kombat, наряду с Эдом Буном.

## Биография
Тобиас, вдохновлённый комиксами, с раннего детства увлекался рисованием, а во время обучения в средней школе посещал дополнительные курсы в Чикагском институте искусств. В старших классах школы был оформителем обложки сборника, в записи которого принимали участие чикагские коллективы. В Чикагском институте искусств, куда вскоре поступил Тобиас, работал в компании Now Comics, занимаясь привычным для себя творчеством. Он был художником серии комиксов «Настоящие охотники за привидениями» до того как пришёл работать в Midway Games. Сам Тобиас говорил, что изначально намеревался стать художником комиксов, однако достижения в графике к тому времени сделали индустрию видеоигр более привлекательной для него. Он работал над продолжением аркадной версии Smash TV, прежде чем в 1991 году добился успеха с Mortal Kombat.
Ему предписывают развитие основной сюжетной линии серии Mortal Kombat и создание классических персонажей, в числе которых оказались Горо, Джонни Кейдж, Лю Кан, Райдэн, Саб-Зиро, Скорпион и прочие. Даже несмотря на значительный вклад в развитие серии, его имя убрали из финальных титров Mortal Kombat: Special Forces.
Тобиас и несколько ведущих разработчиков компании, включая Дейва Мичичича и Джошуа Цуи покинули Midway в 1999 году, и уже в следующем году основали собственную студию Studio Gigante. Tao Feng: Fist of the Lotus, изданная Microsoft Game Studios в 2003 году, стала первой игрой, которую они разработали, однако после выхода WWE WrestleMania 21 в 2005 году, Studio Gigante прекратила свою деятельность. Позднее Тобиас работал консультантом в игровой индустрии, а в 2008 году иллюстрировал комиксы для специального издания Mortal Kombat vs. DC Universe. По состоянию на сентябрь 2012 года, он занимает должность креативного директора в находящемся в Сан-Диего подразделении компании Zynga.